# フエンカラル＝エル・パルド
フエンカラル＝エル・パルド （Fuencarral-El Pardo）は、スペイン、マドリードの区。

## 地理

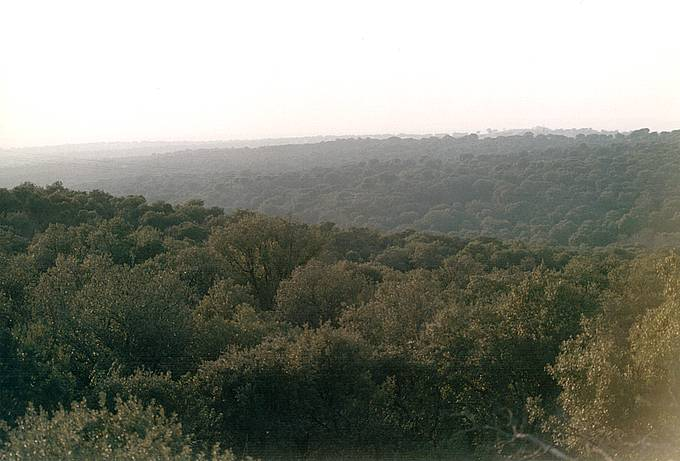
モンテ・デ・エル・パルド

マドリードの行政区の最北部であり、最大の面積を持つが、人口密度は低い。2008年当時の調査では人口220,085人であった。区内には地中海性森林（en）の保護区、モンテ・デ・エル・パルド（es）が含まれ、都市面積は全体の50％に満たない。
周辺ムニシピオのラス・ロサス・デ・マドリード、トレロドネス、コルメナール・ビエホ、トレス・カントス、サン・セバスティアン・デ・ロス・レイエス、アルコベンダスと接している。接する行政区は、オルタレサ、テトゥアン、チャマルティン、モンクロア＝アラバカである。
以下の8つの地区で構成される。
- 81 - エル・パルド
- 82 - フエンテラレイナ
- 83 - ペニャグランデ
- 84 - ピラル
- 85 - ラ・パス
- 86 - バルベルデ
- 87 - ミラシエラ
- 88 - エル・ゴロソ

## 歴史
旧フエンカラル村と、昔からスペイン王家の所領であったエル・パルドが1949年にマドリードに編入されて誕生した。2つの自治体の旧市街の他、エル・パルドとバルベルデの連結が基盤となって1950年代以降現在の都市化が進んだ。1970年にフエンカラル＝エル・パルド区となって以降、現在まで変わりがない。エル・パルドにはフアン・カルロス1世らスペイン王室の私的な住まいである、サルスエラ宮殿がある。

## 教育
エル・ゴロソ地区にマドリード自治州立大学（es）、ポンティフィシア・コミリャス大学（es、カトリック教会の大学）のカントブランコ・キャンパスがある。マドリード自治州大学付属ラ・パス病院（es）もある。

## 交通
- セルカニアス マドリード - C-4、C-7、C-8、C-10系統。ラモン・イ・カハル駅、ピティス駅、フエンカラル駅、カントブランコ・ウニベルシダー駅、ゴロソ駅
- マドリード地下鉄 - 7号線、9号線、10号線